# Василеску-Карпен, Николае
Николае Василеску-Карпен — (10 (22) декабря 1870, Краевая — 2 марта 1964, Бухарест) — румынский инженер и физик, работавший в области телеграфии и телефонии, имел достижения в механической инженерии, эластичности, термодинамике, телефонии, электрохимии и гражданской инженерии.

## Биография
После обучения в Высшей школе Кароля I в Краевые он поступил в Школу мосто-, дорого-и шахтостроения в Бухаресте. После окончания учебного заведения в 1891 году, он работал гражданским инженером три года. Впоследствии он отправился в Париж изучать физику в Парижском университете. В 1904 году он получил степень доктора наук за работу «Исследование магнетических эффектов наэлектризованных тел, которые движутся» (Recherches sur l’effet magnétique des corps electrisés en mouvement). После года преподавательской работы, как профессор Лилльского университета, он вернулся в Румынию, чтобы преподавать в Школе мосто-, дорого-и шахтостроения, где его в феврале 1920 году назначили директором. Благодаря его усилиям Школа в том году переформировалась в Политехнический университет Бухареста. Василеску-Карпен был первым ректором этого университета и оставался на этой должности до 1940 года.
Считается, что в 1908 году он изобрел столб Карпена. Он был инженером, который внедрил постоянный информационный мост между Брасовом и Бухарестом. Он внедрил «ведущие телеграммы», которые передавались по электрической сети во всем Королевстве Румынии до 1920 года. Он стал ведущим членом Румынской академии в 1923 году, был лишен членства в 1948 году, вновь был восстановлен в 1955 году.

## Батарея Карпена
К 2010 году устройство размещалось в Национальном техническом музее имени Дмитрия Леонида. Утверждалось, что оно непрерывно работало там в течение 60 лет. Прототип был собран в 1950 году и представляет собой батарею из двух гальванических элементов, питающих электрический двигатель постоянного тока. Двигатель приводит в движение переключатель, поочерёдно переключающий элементы батареи. Пока двигатель питается от одного элемента на протяжении половины оборота вала, второй элемент остаётся разомкнут. Затем они меняются местами и чередуются. Сравнительно медленная скорость вращения двигателя была специально подобрана таким образом, чтобы у элементов появилось достаточно время для термохимической релаксации, во время которой они могли бы восстановиться, пока разомкнута цепь.
В элементах используются платиновые и золотые электроды, но визуально заметного эффекта коррозии не наблюдается. Обычно один электрод должен подвергаться коррозии и терять ионы, которые должны осаждаться вокруг другого электрода. Одним из объяснений может быть термодинамическая открытость системы окружающему миру: движение ионов в электролите элемента представляет собой сравнительно медленный процесс. За время половины оборота двигателя нагрузки ион успевает преодолеть меньше половины расстояния до другого электрода — и успевает вернуться обратно, поглощая тепловую энергию из окружающей среды. Таким способом достигается замкнутость цикла выделения (двигателем) и поглощения (элементами) тепловой энергии, недостаток которой (в силу не стопроцентного КПД устройства) берётся из окружающей среды. Однако большинство ученых не согласны с такой формулировкой, поскольку подобное устройство нарушало бы Второй закон термодинамики, черпая энергию для работы из окружающей среды. Поэтому износ электродов скорее всего происходит, просто визуально он малозаметен в силу низкой реактогенности электродов из золота и платины, а также крайне низкой энергетичности установки.